# هربرت فیگل
هربرت فیگل (به انگلیسی: Herbert Feigl) (زاده ۱۴ دسامبر ۱۹۰۲ – ۱ ژوئن ۱۹۸۸) فیلسوف اتریشی - آمریکایی و از اعضای اولیه حلقه وین بود. او اصطلاح «آویزهای نومولوژیک» را ابداع کرد.

## زندگی
فیگل در لیبرتس (رایچنبرگ به آلمانی: Reichenberg) بوهمیا، فرزند بافنده‌ای بود که طراح پارچه شد. او در یک خانواده یهودی (البته نه مذهبی) به دنیا آمد. فیگل در سال ۱۹۲۲ در دانشگاه وین فارغ‌التحصیل شد و فیزیک و فلسفه را زیر نظر موریتس شلیک، هانس هان، هانس تیرینگ و کارل بولر تحصیل کرد. او در سال ۱۹۲۴ به یکی از اعضای حلقه وین تبدیل شد و یکی از معدود اعضای حلقه (همراه با شلیک و فردریش وایسمن) بود که گفتگوهای زیادی با لودویگ ویتگنشتاین و کارل پوپر داشت. فیگل در سال ۱۹۲۷ دکترای خود را در وین دریافت کرد. او اولین کتاب خود را در سال ۱۹۲۹، با نام «نظریه و تجربه در فیزیک (به انگلیسی: Theorie und Erfahrung in der Physik)» منتشر کرد.
فیگل در سال ۱۹۳۰، با بورسیه بنیاد بین‌المللی راکفلر در دانشگاه هاروارد، با فیزیک‌دان پرسی ویلیام بریجمن، فیلسوف ویلارد کواین، و روان‌شناس استنلی اسمیت استیونز ملاقات کرد، و همه آن‌ها را مانند خویشان خود می‌دید. در سال ۱۹۳۱، به همراه آلبرت بلومبرگ، مقاله پوزیتیویسم منطقی: یک جنبش جدید اروپایی را منتشر کرد، که بر اساس تفاوت‌های واقعی بین فلسفه علم معاصر و جنبش پوزیتیویستی قدیمی‌تر، پوزیتیویسم منطقی را به «تجربه‌گرایی منطقی» تغییر نام داد.
در سال ۱۹۳۰، فیگل با ماریا کاسپار ازدواج کرد و با او به ایالات متحده مهاجرت کرد، و در آیووا اقامت گزید، و در بخش فلسفه دانشگاه آیووا سمتی دریافت کرد. پسر آن‌ها اریک اتو در سال ۱۹۳۳ به دنیا آمد. در سال ۱۹۴۰، هربرت فیگل سمت استادی فلسفه در دانشگاه مینه‌سوتا را پذیرفت و به مدت ۳۱ سال در آن‌جا ماند. رابطه نزدیک حرفه‌ای و شخصی او با ویلفرد سلارز پروژه‌های مشترک بسیاری را بین آن‌ها ایجاد کرد، از جمله کتاب درسی «قرائت در تحلیل فلسفی» و مجله «مطالعات فلسفی» که او و سلارز (به همراه سایر همکارانش) در سال ۱۹۴۹ تأسیس کردند.
فیگل در سال ۱۹۵۳، مرکز فلسفه علم مینه‌سوتا (اولین مرکز از این نوع در ایالات متحده) را با کمک مالی بنیاد هیل تأسیس کرد. او در سال ۱۹۶۷ به‌عنوان استاد دانشگاه مینه‌سوتا منصوب شد.
فیگل معتقد بود که تجربه‌گرایی تنها فلسفه کافی برای علوم تجربی است. اگرچه او به‌جای شیمی‌دان فیلسوف شد، اما هرگز دیدگاه و عقل سلیم علمی یک دانشمند عملی را از دست نداد. او یکی از امضاکنندگان مانیفست انسان‌گرا2 و به‌معنای پارادایمیک، فیلسوف علم بود.
فیگل در سال ۱۹۷۱ بازنشسته شد و در ۱ ژوئن ۱۹۸۸ بر اثر سرطان در مینیاپولیس درگذشت. سال بعد همسرش ماریا به او پیوست. از آن‌ها پسرشان اریک او. فیگل، استاد فیزیولوژی در دانشگاه واشینگتن به یادگار ماند.

## آثار برگزیده
- هربرت فیگل، «ذهنی و فیزیکی: یک مقاله و یک پس‌نوشته» (۱۹۶۷)